# Heide Wollertová
Heide Wollert, (* 16. květen 1982, Halle, Německá demokratická republika) je reprezentantka Německa v judu.

## Sportovní kariéra
S judem začala v 8 letech po vzoru svého staršího bratra. V Halle trénovala pod vedením Iseckeho a Schmidta. Vrcholově se potom judu věnovala pod vedením Norberta Littkopfa a Franka Hölperla. V roce 2009 změnila barvy klubu a v Lipsku spolupracuje s Markusem Jähnem.
Až do roku 2007 byla ve střední váze reprezentační dvojkou za Annett Böhmovou. V roce 2007 se rozhodla ke změně váhové kategorie a v roce 2008 se jí po výborných výkonech podařilo kvalifikovat na olympijské hry v Pekingu. Na samotný olympijský turnaj však nevyladila optimálně formu a po nepřesvědčivých výkonech obsadila 7. místo. Podobně nepřesvědčivě skončila i její druhá účast na olympijských hrách v Londýně v roce 2012. Vypadla v prvním kole po minutě na ippon-wazari s Polkou Pogorzelec.

## Výsledky
| Turnaj             | 2000         | 2001         | 2002         | 2003         | 2004         | 2005         | 2006         | 2007         | 2008           | 2009           | 2010           | 2011           | 2012           |
| Turnaj             | 18           | 19           | 20           | 21           | 22           | 23           | 24           | 25           | 26             | 27             | 28             | 29             | 30             |
| Turnaj             | střední váha | střední váha | střední váha | střední váha | střední váha | střední váha | střední váha | střední váha | polotěžká váha | polotěžká váha | polotěžká váha | polotěžká váha | polotěžká váha |
| ------------------ | ------------ | ------------ | ------------ | ------------ | ------------ | ------------ | ------------ | ------------ | -------------- | -------------- | -------------- | -------------- | -------------- |
| Olympijské hry     | —            |              |              |              | —            |              |              |              | 7.             |                |                |                | úč.            |
| Mistrovství světa  |              | —            |              | —            |              | —            |              | úč.          |                | 3.             | 5.             | 5.             |                |
| Mistrovství Evropy | —            | —            | —            | 2.           | úč.          | úč.          | 2.           | 5.           | 1.             | 3.             | —              | —              | —              |
| MS juniorů         | úč.          |              |              |              |              |              |              |              |                |                |                |                |                |